# Val Saint Lambert (virksomhed)
Val-Saint-Lambert er en belgisk producent af krystalglas, der blev grundlagt i 1826. Val-Saint-Lambert er den Kongelig Hofleverandør af glasartikler til det belgiske hof.